# Józef Żurkowski
 Józef Żurkowski  (ur. 27 listopada 1880 r. w Zgierzu, zm. ?) – łódzki przemysłowiec żydowskiego pochodzenia, ofiara Holocaustu.

## Życiorys
Urodził się w zamożnej rodzinie kupieckiej. Był synem Moska Łajba i Fajgi z Zajdłerów. Po ukończeniu szkoły średniej studiował w Instytucie Handlowym w Gdańsku. Po studiach przybył do Łodzi. Początkowo pracował w łódzkim przemyśle bawełnianym jako przedstawiciel handlowy różnych firm, a następnie od 1904 r. w wielkim domu handlowym Markusa Silbersteina.
W 1910 r. założył przy ul. Nowocegielnianej (obecnie ul. S. Więckowskiego) 13/15 fabrykę nici, z upływem czasu wyposażoną w pełny park maszynowy, w latach 30. XX w. zatrudniającą 40 robotników. W 1927 r. otworzył szlichtownię, czyli wytwórnię kleju tkackiego do produkcji błyszczków i brokatu. Fabrykę nici fantazyjnych Żurkowskiego zaliczano w okresie międzywojennym do największych tego typu przedsiębiorstw w Łodzi.

Reklama fabryki Józefa Żurkowskiego z 1928 r.

Mieszkał przy ul. Podleśnej (obecnie ul. Marii Skłodowskiej-Curie) 18.
W 1911 r. ożenił się z Chaną (ur. 15 stycznia 1887 r. w Będzinie), córką Mendla Pinczewskiego i Rywki z Potoków. Mieli dzieci: Marię (ur. 19 lutego 1913 r. w Łodzi) i Maurycego (ur. 18 listopada 1923 r. w Łodzi). Ich losy nie są znane.

## Działalność polityczna, społeczna i filantropijna
Od 1904 r. należał do Socjaldemokracji Królestwa Polskiego i Litwy, brał udział w pracy konspiracyjnej, ale zagrożony aresztowaniem przez carską ochranę wyjechał na pewien czas z Łodzi, a później wycofał się całkowicie z udziału w życiu partyjnym.
Był członkiem zarządu Związku Majstrów Tekstylnych i ławnikiem w sądzie powiatowym.
Współpracował z towarzystwem „Linas Hacedek” (hebr. „Uczciwy nocleg”), był sekretarzem Łódzkiego Żydowskiego Towarzystwa Opieki nad Starcami.

## W czasie II wojny światowej
Po rozpętaniu II wojny światowej  i napaści na Polskę a potem zajęciu Łodzi 8 września 1939 r., hitlerowcy w lutym 1940 r. w najbiedniejszej dzielnicy Łodzi – Bałuty urządzili getto, definitywnie zamknięte 30 kwietnia 1940, w którym zamknięto około 140 000 Żydów z Łodzi i okolicznych miast. Jako mieszkaniec przedwojennej Łodzi został w nim również zamknięty wraz z rodziną. Jego pierwszy adres to ul. Urzędnicza 11, a następnie ul. Franciszkańska 100. Getto było ogromnym obozem przymusowej pracy ale i eksterminacji. Był tam kierownikiem administracyjnym I Wydziału Obuwia Domowego.
Data i miejsce śmierci nieznane.